# Saint-Thomas-la-Garde
 Saint-Thomas-la-Garde  es una localidad y comuna de Francia, en la región de Ródano-Alpes, departamento de Loira, en el distrito y cantón de Montbrison.
Su población en el censo de 1999 era de 517 habitantes. Forma parte de la aglomeración urbana de Montbrison.
Está integrada en la Communauté d'agglomération Loire-Forez.

## Demografía
| 206 | 221 | 226 | 451 | 506 | 517 |
| Para los censos de 1962 a 1999 la población legal corresponde a la población sin duplicidades (Fuente: INSEE [Consultar]) |     |     |     |     |     |